# Chlamys gregoriensis
Espèce
Chlamys (Aequipecten) gregoriensis est une espèce éteinte de mollusques bivalves ayant vécu au Miocène. Il est connu dans les faluns de Touraine ou de Bretagne (falun de Saint-Grégoire) qui lui ont donné son nom. 

## Origine
Il a été décrit par Maurice Cossmann en 1919 dans sa Monographie illustrée des mollusques oligocéniques des environs de Rennes, pp. 138 à 141 avec le Pecten sylvestreisacyi qui font partie du Miocène. Pour Charles Armand Picquenard, il s'agit de deux formes du Pecten subarcuatus.

## Description
Maurice Cossmann décrit une espèce avec Taille au-dessous de la moyenne ; valves à peu près également bombées ; forme large, inéquilatérale; côté antérieur plus largement développé, par suite du rétrécissement du sinus byssal qui est profondément et étroitement échancré, avec une filière de quatre ou cinq petits dentelons obliques ; oreillettes très inégales, surtout sur la valve droite où l'oreillette postérieure se réduit à un triangle scalène et peu proéminent, tandis que l'oreillette antérieure s'avance presque à l'aplomb du contour buccal. Surface, dorsale ornée de vingt côtes rayonnantes, aplaties, un peu plus étroites que leurs intervalles qui portent de fines crénelures alignées sur trois rangées radiales, celles qui bordent les flancs des côtes sont plus saillantes. Ces côtes paraissent lisses au sommet, peut-être par l'effet de l'usure du test ; sur les oreillettes, il y a de six à huit costules divergentes, crénelées par des lamelles d'accroissement, principalement sur la valve gauche; à l'intérieur, le bord cardinal est un peu crénelé sur la valve droite, au-dessus des sillons ligamentaires; la fossette centrale est obsolète et assez réduite ; l'impression musculaire est grande, circulaire, située très haut et très près du contour anal. Diamètre antéro-postérieur : 23 mm.; diamètre umbono-palléal : 20 mm..

## Galerie photo

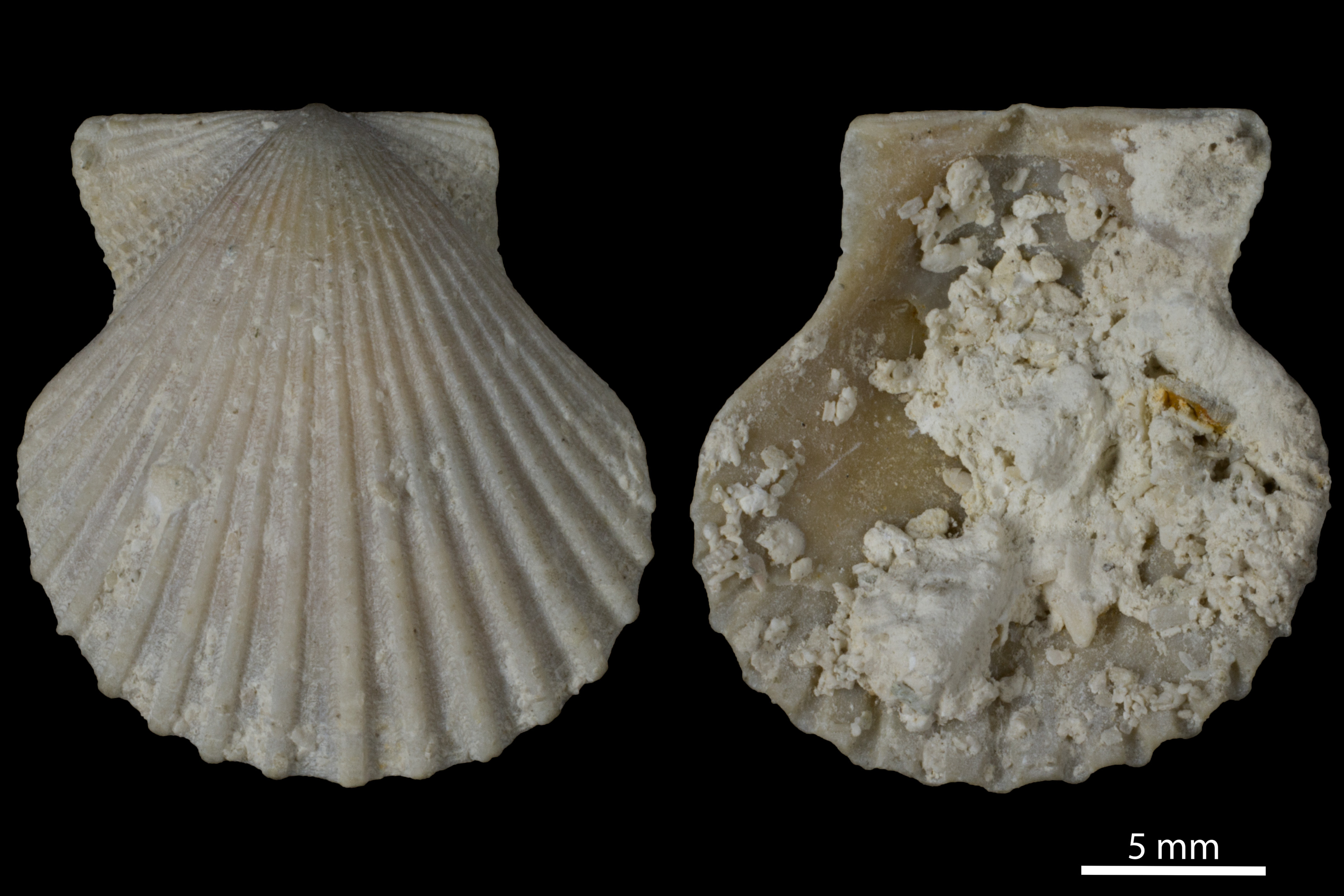
Fossile de Chlamys gregoriensis. On observe un remplissage de la coquille de droite.
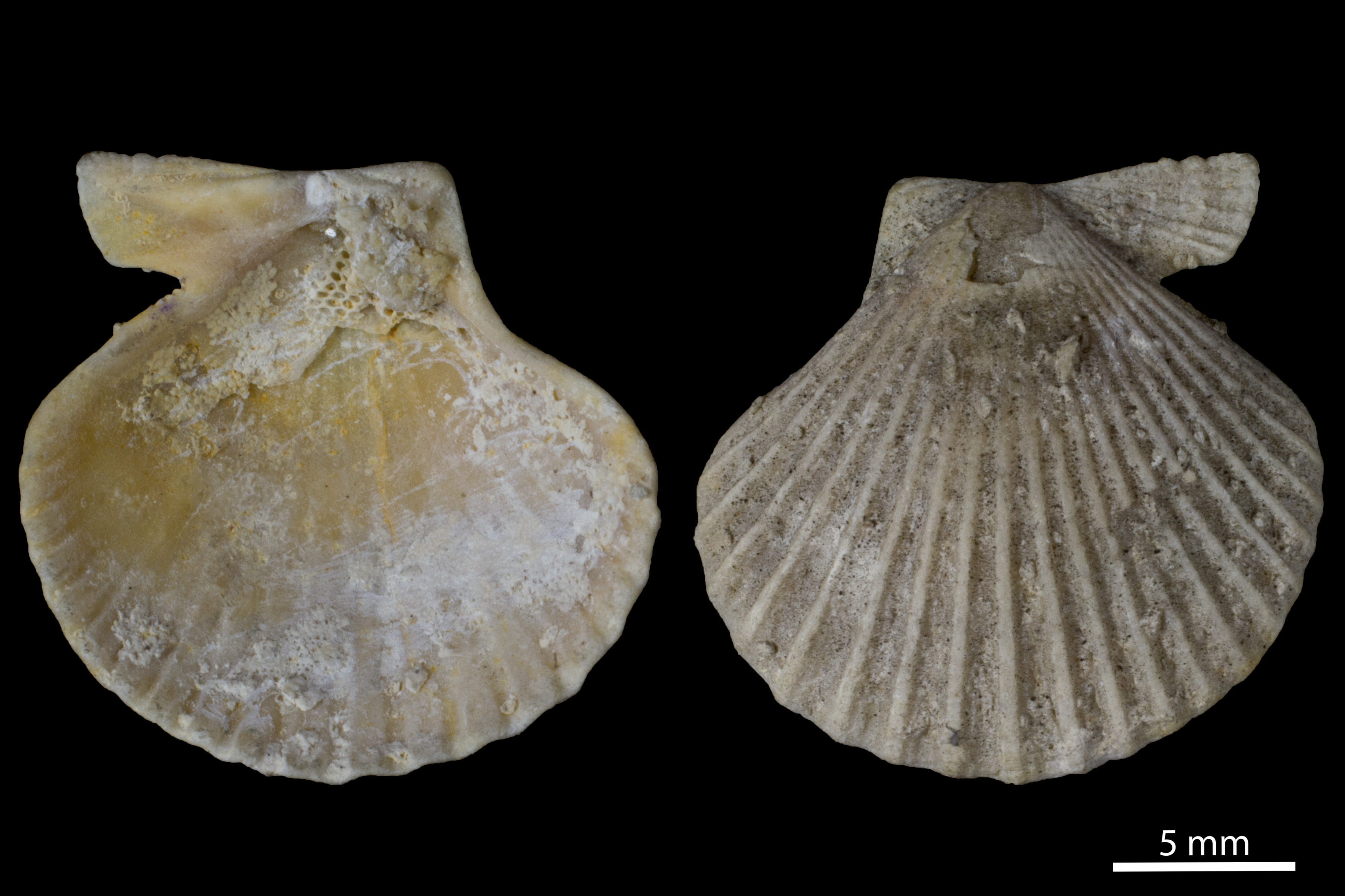
Fossile de Chlamys gregoriensis.